# Pseudoceros liparus
Ver plat à pointe orange
Espèce
Pseudoceros liparus, le Ver plat à pointe orange, est une espèce de vers plats marins de la famille des Pseudocerotidae.

## Caractéristiques physiques

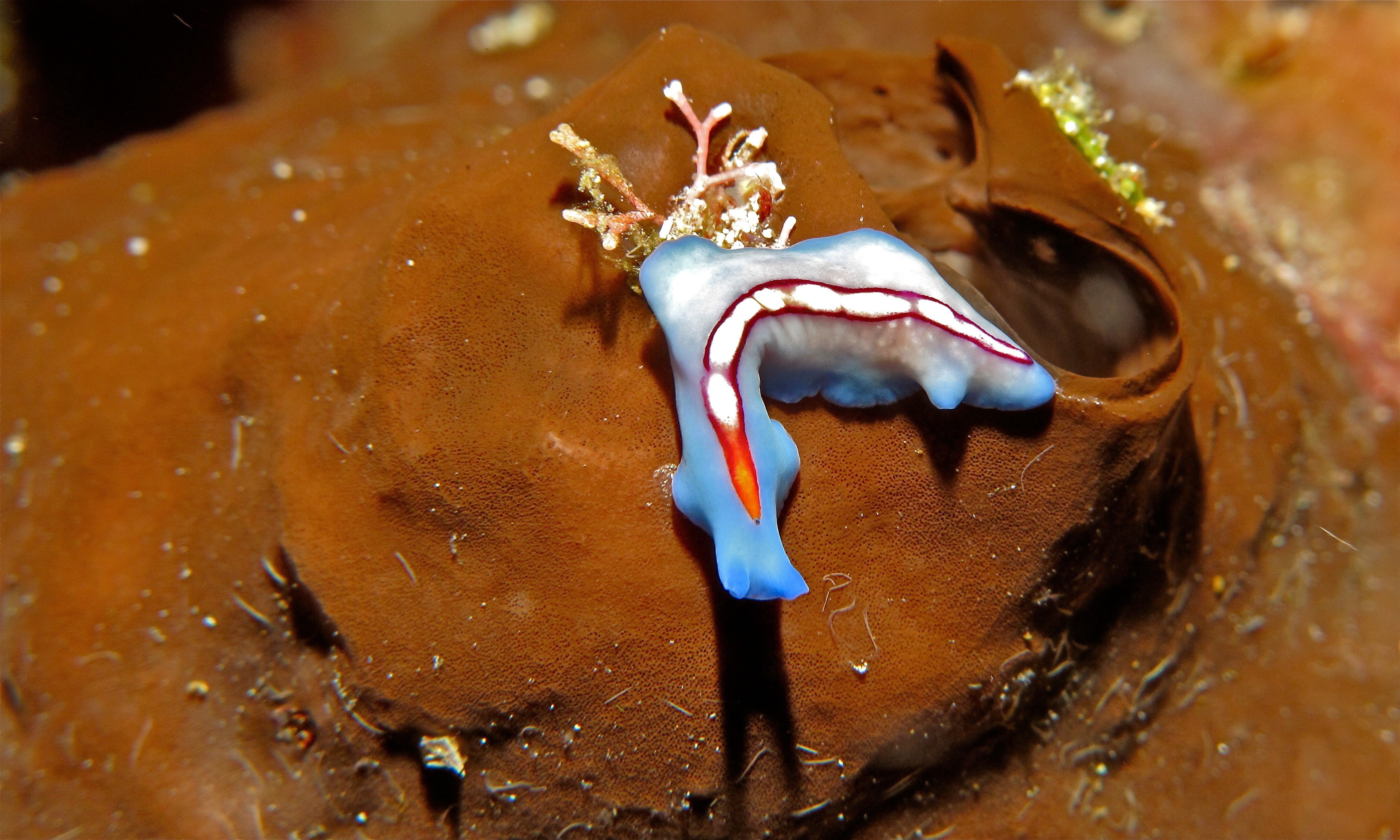
Pseudoceros liparus
(Sulawesi, Indonésie)

Pseudoceros liparus mesure jusqu'à 5 cm.

Le corps du Ver plat à pointe orange est de forme allongée avec une paire de pseudo-tentacules bien formée par un pli de la bordure du corps, pointant comme des oreilles, du côté antérieur et s'effilant du côté postérieur.

La couleur des individus est en général dans les tons bleu clair virant sur le mauve. Présence d'un trait longitudinal dans l'axe médian du corps, il débute en pointe juste au-dessus des taches oculaires et se termine un peu avant d'atteindre le bord postérieur du corps. La pointe est orange vif se dégradant en un trait blanc cerclé d'un trait violet foncé irrégulier et discontinu.

Les taches optiques sont rassemblées à l'extrémité de la pointe et au nombre d'environ trente.

Le pharynx est complexe et très plissé.

Cette espèce ne possède qu'un seul organe reproducteur mâle.

## Écologie et comportement

### Comportement
Benthique et diurne, il se déplace à vue sans crainte d'être pris pour une proie.

### Alimentation
Le ver plat à pointe orange se nourrit exclusivement d'ascidies coloniales.

## Habitat et répartition

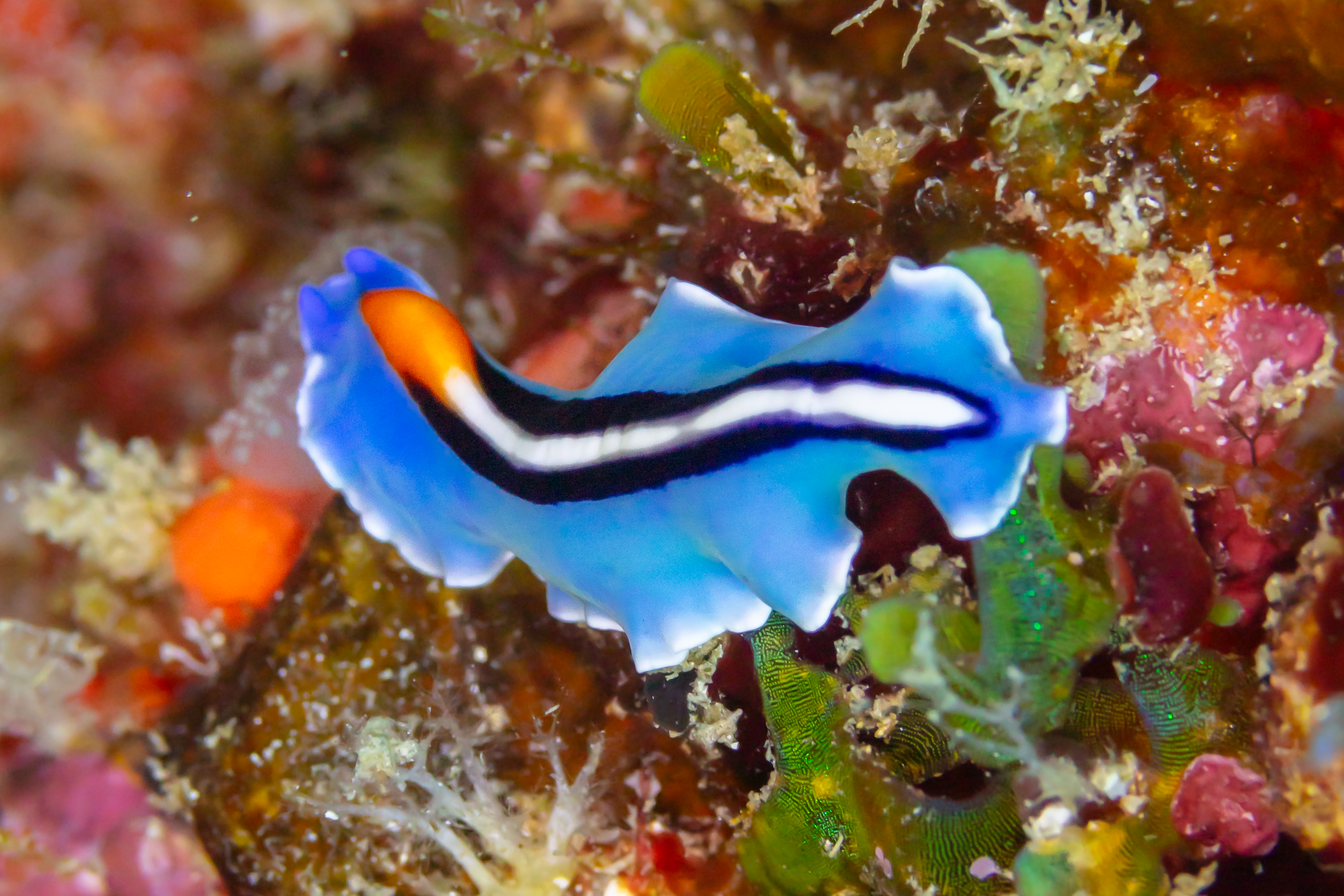
Pseudoceros liparus à Zanzibar (Tanzanie)

### Répartition
Cette espèce se trouve dans la zone tropicale Indo-Pacifique, des côtes orientales de l'Afrique à la Micronésie.

### Habitat
Elle habite la zone récifale externe sur les sommets ou sur les pentes.

## Systématique
Le nom valide complet (avec auteur) de ce taxon est Pseudoceros liparus Marcus, 1950.
Pseudoceros liparus a pour synonymes :
- Pseudoceros bifurcus Prudhoe, 1989 ;
- Pseudoceros limbatus Haswell, 1907, à ne pas confondre avec Pseudoceros limbatus Leuckart, 1828.

Pseudoceros liparus peut être appelé « Ver plat à pointe orange » en français.

### Sources bibliographiques
- Leslie Newman et Lester Cannon, Marine Flatworms, CSIRO publishing, 2003 (ISBN 0-643-06829-5)
- Neville Coleman, La vie marine des Maldives, Atoll editions, 2004 (ISBN 1-876410-54-X)